# 美國福音路德教會
美國福音信義會（Evangelical Lutheran Church in America, ELCA），屬於信義宗，教會體制採修訂過的主教制（設有主教，但隸屬堂會保留部份會眾制的權力），總部位於芝加哥。美國福音信義會是主流新教（Oldline Protestant）之一，教會聲稱約有400萬教友，是美國最大型的信義宗教會。2018年，教會有3,363,281人受洗的教友 。
ELCA的神學觀源自馬丁路德，接受奧斯堡信條和協同書的指導。該教會對自身的描述是「福音的、普世的、合一的」（Evangelical, Catholic and Ecumenical）。相比保守的密蘇里路德會和威斯康辛福音路德總會（Wisconsin Evangelical Lutheran Synod），大多隸屬ELCA的堂會，其神學立場介於溫和到自由派之間，不過也是有偏向保守派的堂會。
美國福音信義會華人事工總會在加州。
ELCA支持女性擔任神職人員，並在2009年通過決議「終身許諾單配偶關係」（committed monogamous relationship）的LGBT人士可擔任神職人員，底下的堂會（Congregations）可自行決定是否要接受此項決議，也可自行決定是否要為同性伴侶關係提供宗教上的祝福儀式。在墮胎議題上，ELCA描述其自身為「支持生命的社群」（a community supportive of life），鼓勵女性探索墮胎的替代方案，例如收出養；但是ELCA也認為在某些情況下，墮胎是道德上負責任的決定，包括會造成母親生命威脅的時候，違反其中一方性自主意願而懷孕的時候，會導致胎兒早死和嚴重受苦的極端異常狀態的時候。
該教會參與普世教會協會以及世界信義宗聯會（Lutheran World Federation），並和美國聖公會、聯合循道會、美國長老教會、美國歸正教會、美國聯合基督教會和美國摩拉維亞弟兄會達成共融。
世界信義宗聯會和羅馬天主教會在1999年發表《關於稱義教義的聯合聲明》，該聯合聲明宣稱雙方教會對「通過對基督的信念，憑藉神的恩典稱義」這一觀點的一致。

## 歷史
在1988年，The American Lutheran Church (ALC)，the Lutheran Church in America (LCA)，the Association of Evangelical Lutheran Churches(AELC)合併為ELCA。這些教會分別源自於德國、丹麥、芬蘭、瑞典、挪威、斯洛伐克等地的信義會。

## 神學院
隸屬於美國福音信義會（Evangelical Lutheran Church in America, ELCA）的神學院：
- 路德神學院  (Saint Paul, Minnesota)
- Lutheran School of Theology at Chicago
- United Lutheran Seminary (Gettysburg and Philadelphia, Pennsylvania)
- Lutheran Theological Southern Seminary (Columbia, South Carolina)
- Pacific Lutheran Theological Seminary (Berkeley, California)
- Trinity Lutheran Seminary (Columbus, Ohio)
- Wartburg Theological Seminary (Dubuque, Iowa)

## 外部連結
- Evangelical Lutheran Church in America (ELCA) （页面存档备份，存于）